# Eparchia del Santissimo Salvatore di Montréal dei melchiti
L'eparchia del Santissimo Salvatore di Montréal dei melchiti (in latino: Eparchia Sanctissimi Salvatoris Marianopolitana Graecorum Melkitarum Catholicorum) è una sede della Chiesa cattolica greco-melchita in Canada immediatamente soggetta alla Santa Sede. Nel 2022 contava 38.885 battezzati. È retta dall'eparca Milad Jawish, B.S.

## Territorio
L'eparchia comprende i fedeli della Chiesa cattolica greco-melchita in Canada.
Sede eparchiale è la città di Montréal, dove si trova la cattedrale del Santissimo Salvatore.
Il territorio è suddiviso in 12 parrocchie.

## Storia
L'esarcato apostolico del Canada per i melchiti fu eretto il 13 ottobre 1980 con la bolla Qui benignissimo di papa Giovanni Paolo II.
Il 1º settembre 1984 in forza della bolla Beati Petri dello stesso papa Giovanni Paolo II è stato elevato ad eparchia e ha assunto il nome attuale.

## Cronotassi degli eparchi
- Michel Hakim, B.S. † (13 ottobre 1980 - 30 giugno 1998 ritirato)
- Sleiman Hajjar, B.S. † (10 luglio 1998 - 10 marzo 2002 deceduto)
- Ibrahim Michael Ibrahim, B.S. (18 giugno 2003 - 26 giugno 2021 nominato arcieparca di Zahleh e Furzol dei melchiti)
- Milad Jawish, B.S., dal 18 settembre 2021

## Statistiche
L'eparchia nel 2022 contava 38.885 battezzati.
| anno | popolazione | popolazione | popolazione | presbiteri | presbiteri | presbiteri | presbiteri                | diaconi | religiosi | religiosi | parrocchie |
| anno | battezzati  | totale      | %           | numero     | secolari   | regolari   | battezzati per presbitero | diaconi | uomini    | donne     | parrocchie |
| ---- | ----------- | ----------- | ----------- | ---------- | ---------- | ---------- | ------------------------- | ------- | --------- | --------- | ---------- |
| 1990 | 33.000      | ?           | ?           | 9          | 2          | 7          | 3.666                     |         | 7         |           | 9          |
| 1999 | 43.000      | ?           | ?           | 13         | 5          | 8          | 3.307                     | 1       | 8         |           | 12         |
| 2000 | 43.000      | ?           | ?           | 15         | 5          | 10         | 2.866                     | 1       | 10        |           | 12         |
| 2001 | 43.000      | ?           | ?           | 15         | 5          | 10         | 2.866                     | 1       | 10        |           | 3          |
| 2002 | 43.000      | ?           | ?           | 15         | 5          | 10         | 2.866                     | 1       | 10        |           | 3          |
| 2003 | 43.000      | ?           | ?           | 15         | 5          | 10         | 2.866                     | 1       | 10        |           | 3          |
| 2004 | 43.000      | ?           | ?           | 14         | 5          | 9          | 3.071                     | 1       | 9         |           | 3          |
| 2009 | 33.000      | ?           | ?           | 14         | 8          | 6          | 2.357                     |         | 6         |           | 4          |
| 2010 | 33.000      | ?           | ?           | 14         | 8          | 6          | 2.357                     |         | 6         |           | 4          |
| 2014 | 35.800      | ?           | ?           | 12         | 5          | 7          | 2.983                     |         | 7         |           | 4          |
| 2017 | 36.630      | ?           | ?           | 13         | 6          | 7          | 2.817                     | 1       | 7         |           | 8          |
| 2020 | 38.000      | ?           | ?           | 14         | 7          | 7          | 2.714                     |         | 7         |           | 11         |
| 2022 | 38.885      | ?           | ?           | 17         | 12         | 5          | 2.287                     |         | 5         |           | 12         |